# سلیا ایمری
سلیا ایمری (انگلیسی: Celia Imrie؛ زادهٔ ۱۵ ژوئیهٔ ۱۹۵۲) هنرپیشه اهل انگلستان است. وی از سال ۱۹۷۳ میلادی تاکنون مشغول فعالیت بوده‌است.

## بخشی از فیلمشناسی
از فیلم‌ها یا برنامه‌های تلویزیونی که وی در آن نقش داشته‌است می‌توان به آثار زیر اشاره کرد.
- قاتل (فیلم ۱۹۷۳) (۱۹۷۳)
- مرگ بر روی نیل (فیلم ۱۹۷۸) (۱۹۷۸)
- کوه نشین (فیلم) (۱۹۸۶)
- فرانکنشتاین (فیلم ۱۹۹۴) (۱۹۹۴)
- در چله سرد زمستان (۱۹۹۵)
- قرض‌کنندگان (۱۹۹۷)
- هیلاری و جکی (۱۹۹۸)
- جنگ ستارگان اپیزود اول: تهدید شبح (۱۹۹۹)
- خاطرات بریجت جونز (فیلم) (۲۰۰۱)
- دختران تقویم (۲۰۰۳)
- ویمبلدون (۲۰۰۴)
- نکته باریک (۲۰۰۴)
- تصور کن من و تو (۲۰۰۵)
- ننی مک‌فی (۲۰۰۵)
- سنت ترینیان (۲۰۰۷)
- غریبه‌ای دراز و سیاه را ملاقات خواهی کرد (۲۰۱۰)
- بهترین هتل عجیب مریگولد (۲۰۱۲)
- دومین هتل فوق‌العاده شگفت‌انگیز ماریگولد (۲۰۱۵)
- بچه بریجت جونز (۲۰۱۶)
- روح کانترویل (۱۹۹۷)
- تام جونز (رمان) (۱۹۹۷)
- ویکتوریا وود با تمام مخلفات (۲۰۰۰)
- آدمکشان میدسامر (۲۰۰۱)
- دکتر مارتین (۲۰۰۴)
- مارپل آگاتا کریستی (۲۰۰۴)
- پوآرو (مجموعه تلویزیونی)
- سنت ترینیان ۲ (۲۰۰۹)
- دکتر هو (۲۰۱۳)
- افسانه‌های فردا (۲۰۱۶)
- ماما میا! دوباره شروع کنیم (۲۰۱۸)
- برژراک